# Amtsbezirk Bern

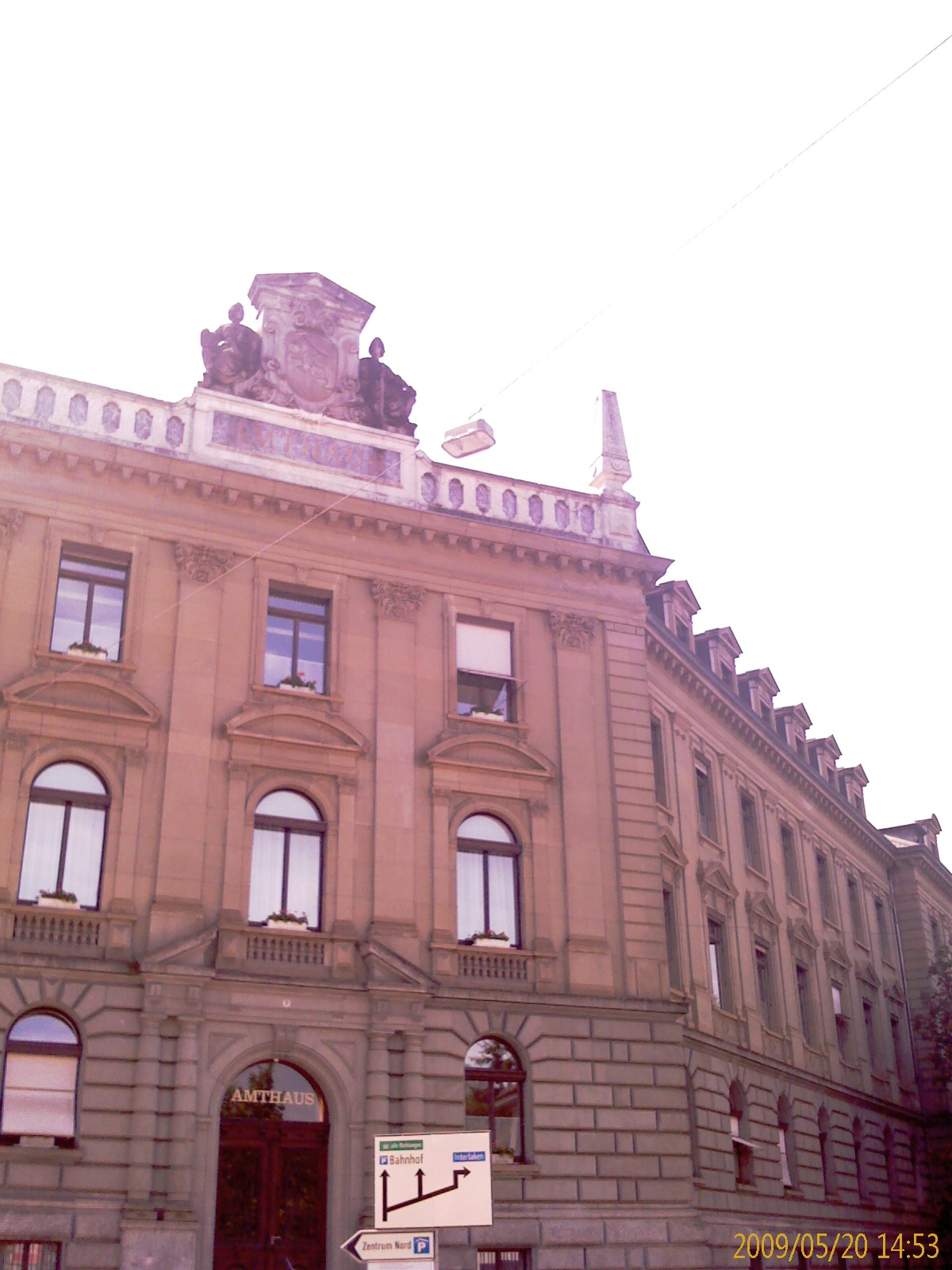
Amtshaus des Bezirks Bern

Der Amtsbezirk Bern war bis zum 31. Dezember 2009 eine Verwaltungseinheit mit Hauptort Bern im Schweizer Kanton Bern. Der Amtsbezirk umfasste 13 Gemeinden und hatte 239'382 Einwohner (Stand 31. Dezember 2008) auf 233,27 km². Er ist ungefähr deckungsgleich mit der Agglomeration Bern.

## Gemeinden
| Wappen              | Fahne               | Name der Gemeinde   | Einwohner (31. Dez. 2008) | Fläche in km² | Einwohner pro km² |
| ------------------- | ------------------- | ------------------- | ------------------------- | ------------- | ----------------- |
| Bern                | Bern                | Bern                | 122'925                   | 51,62         | 2'381             |
| Bolligen            | Bolligen            | Bolligen            | 6'077                     | 16,57         | 367               |
| Bremgarten bei Bern | Bremgarten bei Bern | Bremgarten bei Bern | 3'974                     | 1,90          | 2'092             |
| Ittigen             | Ittigen             | Ittigen             | 10'737                    | 4,20          | 2'556             |
| Kirchlindach        | Kirchlindach        | Kirchlindach        | 2'757                     | 11,96         | 231               |
| Köniz               | Köniz               | Köniz               | 37'974                    | 51,01         | 744               |
| Muri bei Bern       | Muri bei Bern       | Muri bei Bern       | 12'752                    | 7,63          | 1671              |
| Oberbalm            | Oberbalm            | Oberbalm            | 870                       | 12,39         | 70                |
| Ostermundigen       | Ostermundigen       | Ostermundigen       | 15'031                    | 5,96          | 2'522             |
| Stettlen            | Stettlen            | Stettlen            | 2'869                     | 3,50          | 820               |
| Vechigen            | Vechigen            | Vechigen            | 4'650                     | 24,82         | 187               |
| Wohlen bei Bern     | Wohlen bei Bern     | Wohlen bei Bern     | 8'986                     | 36,32         | 247               |
| Zollikofen          | Zollikofen          | Zollikofen          | 9'780                     | 5,39          | 1'814             |
| Total (13)          | Total (13)          | Total (13)          | 239'382                   | 233,27        | 1'026             |

## Veränderungen im Gemeindebestand

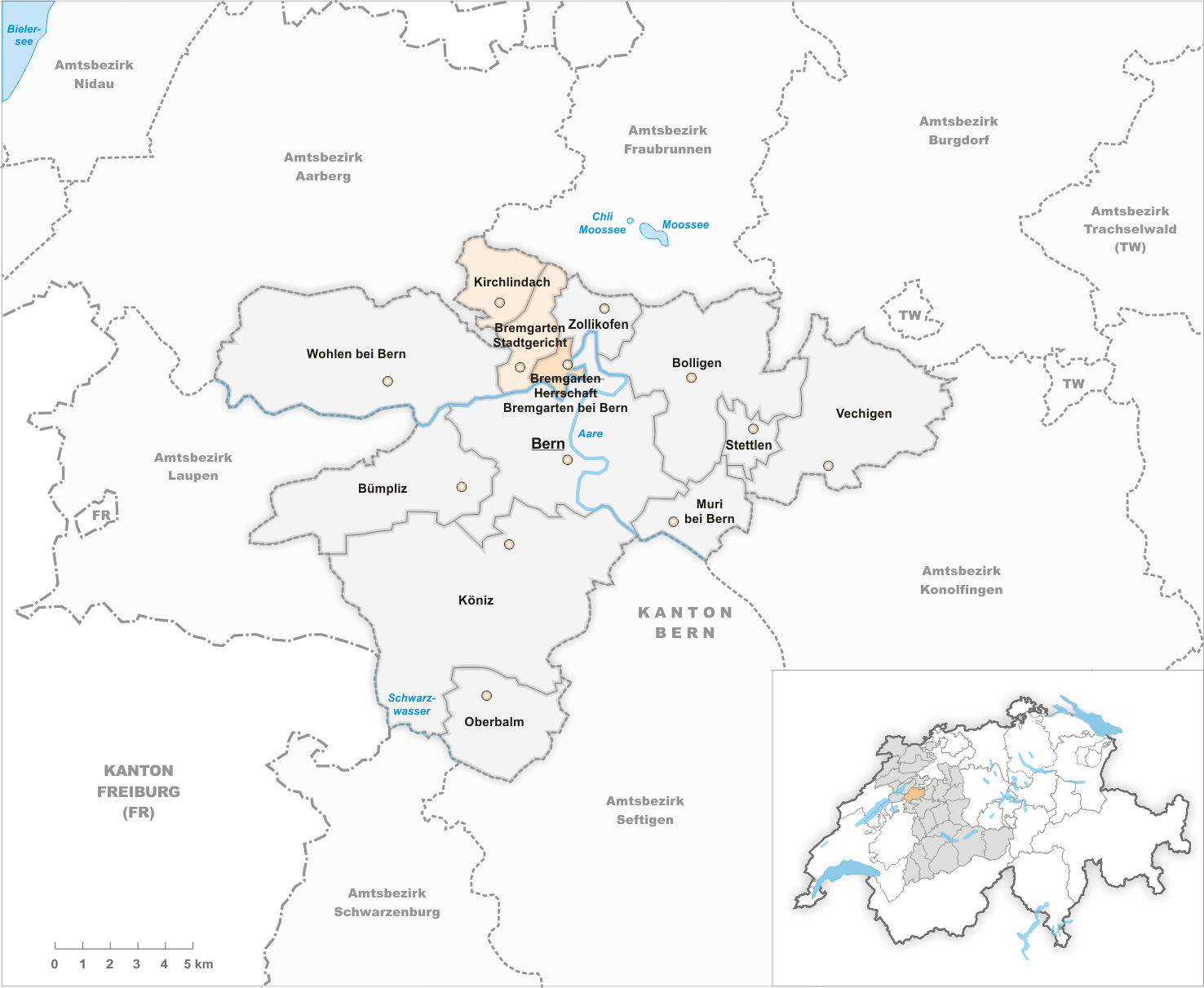
Gemeinden bis 1879
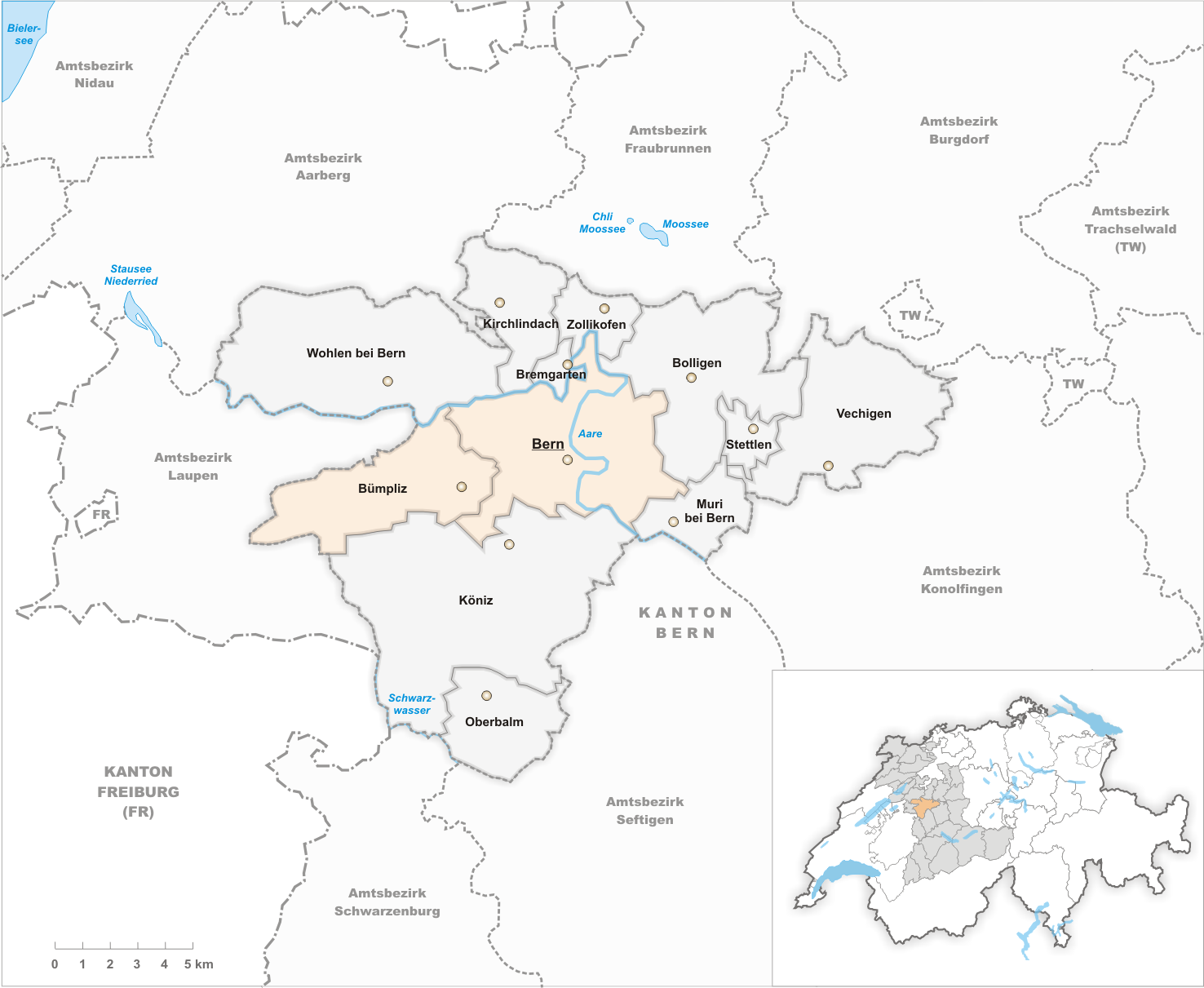
Gemeinden bis 1918
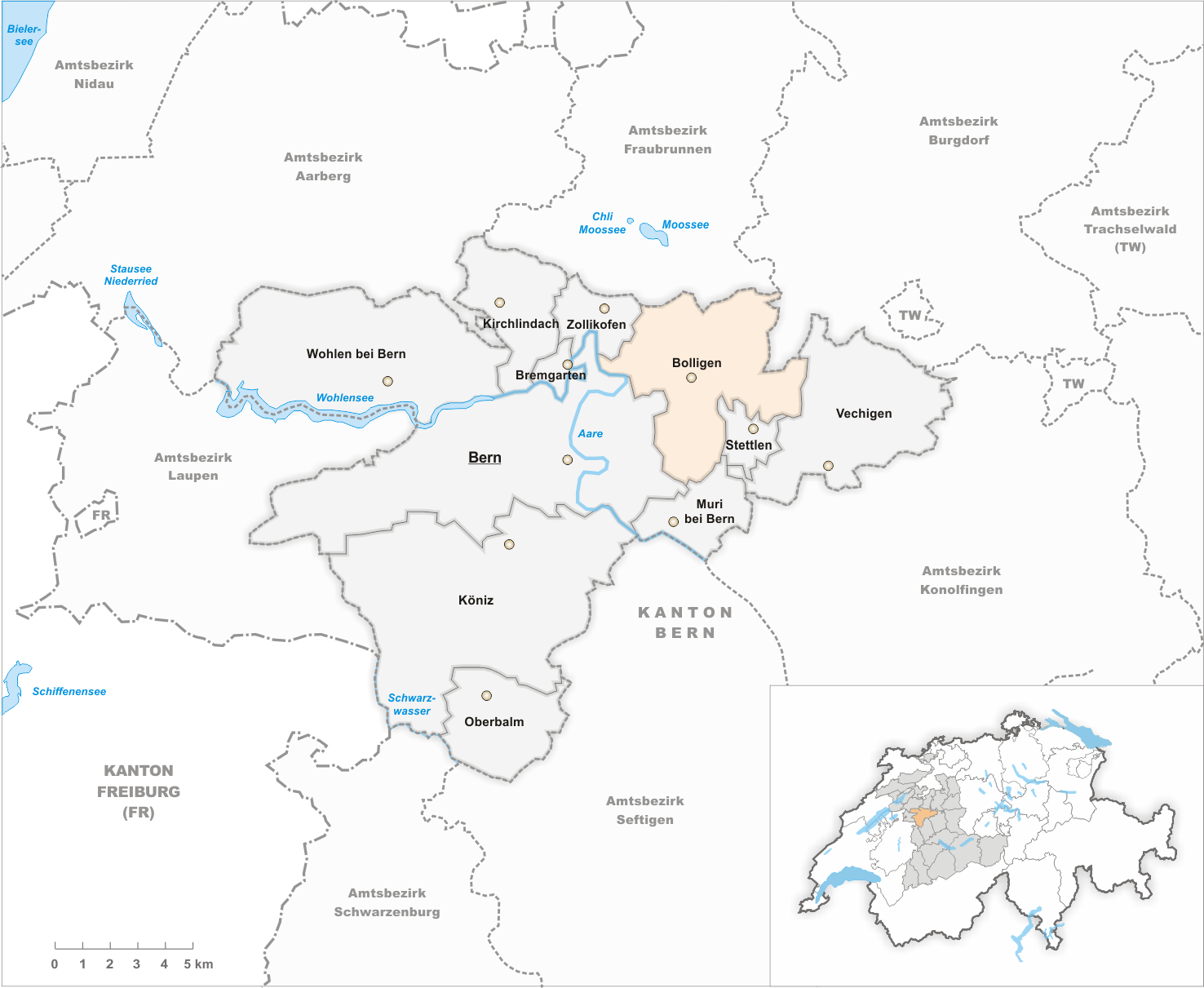
Gemeinden bis 1982
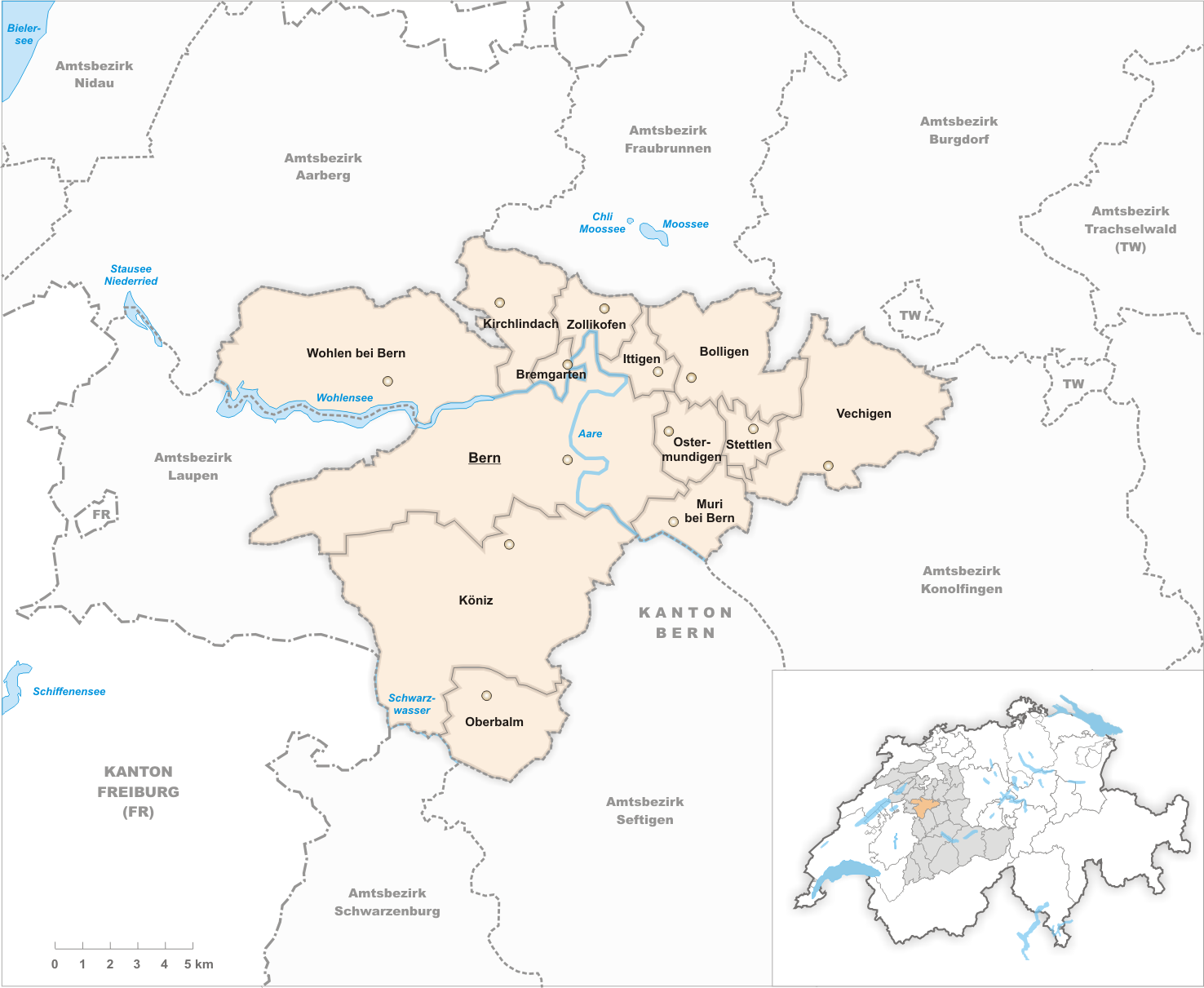
Gemeinden bis 2009

- 1880: Fusion Bremgarten Stadtgericht und Kirchlindach → Kirchlindach
- 1880: Namensänderung Bremgarten Herrschaft → Bremgarten bei Bern
- 1919: Fusion Bern und Bümpliz → Bern
- 1983: Abspaltung von Bolligen → Ittigen und Ostermundigen